# Coppa del Mondo di skeleton 2007
La Coppa del Mondo di skeleton 2006/07, ventunesima edizione della manifestazione organizzata dalla Federazione Internazionale di Bob e Skeleton, è iniziata il 30 novembre 2006 a Calgary, in Canada e si è conclusa il 24 febbraio 2007 a Schönau am Königssee, in Germania. Furono disputate sedici gare: otto per quanto concerne gli uomini ed altrettante per le donne in otto località diverse.
Questa Coppa del Mondo si è svolta come di consueto in parallelo alla Coppa del Mondo di bob.
Nel corso della stagione si tennero anche i campionati mondiali di Sankt Moritz 2007, in Svizzera, competizioni non valide ai fini della Coppa del Mondo, mentre la tappa di Schönau am Königssee assegnò anche i titoli europei.
Vincitori delle coppe di cristallo, trofeo conferito ai vincitori del circuito, furono gli statunitensi Zach Lund per gli uomini e Katie Uhlaender per le donne, entrambi alla prima affermazione nel massimo circuito mondiale.

## Risultati

### Uomini
| Data             | Località             | Primi classificati          | Secondi classificati          | Terzi classificati        |
| ---------------- | -------------------- | --------------------------- | ----------------------------- | ------------------------- |
| 30 novembre 2006 | Calgary              | Jeff Pain Canada            | Aleksandr Tret'jakov Russia   | Jon Montgomery Canada     |
| 7 dicembre 2006  | Park City            | Zach Lund Stati Uniti       | Caleb Smith Stati Uniti       | Eric Bernotas Stati Uniti |
| 15 dicembre 2006 | Lake Placid          | Zach Lund Stati Uniti       | Noelle Pikus-Pace Stati Uniti | Maya Pedersen Svizzera    |
| 13 gennaio 2007  | Nagano               | Eric Bernotas Stati Uniti   | Zach Lund Stati Uniti         | Masaru Inada Giappone     |
| 19 gennaio 2007  | Igls                 | Aleksandr Tret'jakov Russia | Daniel Mächler Svizzera       | Gregor Stähli Svizzera    |
| 9 febbraio 2007  | Cesana Torinese      | Zach Lund Stati Uniti       | Eric Bernotas Stati Uniti     | Michi Halilovic Germania  |
| 16 febbraio 2007 | Winterberg           | Aleksandr Tret'jakov Russia | Michi Halilovic Germania      | Martins Dukurs Lettonia   |
| 24 febbraio 2007 | Schönau am Königssee | Zach Lund Stati Uniti       | Aleksandr Tret'jakov Russia   | Markus Penz Austria       |

### Donne
| Data             | Località             | Prime classificate          | Seconde classificate          | Terze classificate            |
| ---------------- | -------------------- | --------------------------- | ----------------------------- | ----------------------------- |
| 30 novembre 2006 | Calgary              | Katie Uhlaender Stati Uniti | Maya Pedersen Svizzera        | Noelle Pikus-Pace Stati Uniti |
| 7 dicembre 2006  | Park City            | Katie Uhlaender Stati Uniti | Maya Pedersen Svizzera        | Amy Williams Regno Unito      |
| 15 dicembre 2006 | Lake Placid          | Katie Uhlaender Stati Uniti | Noelle Pikus-Pace Stati Uniti | Maya Pedersen Svizzera        |
| 13 gennaio 2007  | Nagano               | Katie Uhlaender Stati Uniti | Michelle Steele Australia     | Courtney Yamada Stati Uniti   |
| 19 gennaio 2007  | Igls                 | Anja Huber Germania         | Katie Uhlaender Stati Uniti   | Michelle Steele Australia     |
| 9 febbraio 2007  | Cesana Torinese      | Kerstin Jürgens Germania    | Monique Riekewald Germania    | Noelle Pikus-Pace Stati Uniti |
| 16 febbraio 2007 | Winterberg           | Katie Uhlaender Stati Uniti | Anja Huber Germania           | Noelle Pikus-Pace Stati Uniti |
| 23 febbraio 2007 | Schönau am Königssee | Anja Huber Germania         | Michelle Kelly Canada         | Noelle Pikus-Pace Stati Uniti |

## Classifiche

### Uomini
| Pos. | Nome pilota          | Nazione     | CAL | PKC | LAK | NAG | IGL | CES | WIN | KÖN | Punti |
| ---- | -------------------- | ----------- | --- | --- | --- | --- | --- | --- | --- | --- | ----- |
| 1    | Zach Lund            | Stati Uniti | 5   | 1   | 1   | 2   | 5   | 1   | 13  | 1   | 653   |
| 2    | Eric Bernotas        | Stati Uniti | 11  | 6   | 3   | 1   | 7   | 2   | 6   | 6   | 544   |
| 3    | Aleksandr Tret'jakov | Russia      | 2   | 3   | 15  | -   | 1   | -   | 1   | 2   | 487   |
| 4    | Markus Penz          | Austria     | 12  | 7   | 7   | 10  | 4   | 12  | 8   | 3   | 424   |
| 5    | Adam Pengilly        | Regno Unito | 6   | 5   | 9   | 5   | 15  | 5   | 12  | 9   | 408   |
| 6    | Jon Montgomery       | Canada      | 3   | 11  | 13  | -   | 8   | 10  | 4   | 16  | 338   |
| 7    | Christopher Hedquist | Stati Uniti | 7   | 10  | 5   | 9   | 13  | 27  | 22  | 12  | 292   |
| 8    | Jeff Pain            | Canada      | 1   | 2   | 4   | -   | 16  | -   | -   | -   | 284   |
| 9    | Tomass Dukurs        | Lettonia    | 17  | 25  | 12  | 7   | 17  | 17  | 9   | 4   | 278   |
| 10   | Anthony Sawyer       | Regno Unito | 25  | 17  | 16  | 4   | 12  | 7   | 10  | 20  | 271   |

### Donne
| Pos. | Nome pilota       | Nazione     | CAL | PKC | LAK | NAG | IGL | CES | WIN | KÖN | Punti |
| ---- | ----------------- | ----------- | --- | --- | --- | --- | --- | --- | --- | --- | ----- |
| 1    | Katie Uhlaender   | Stati Uniti | 1   | 1   | 1   | 1   | 2   | 5   | 1   | 6   | 715   |
| 2    | Noelle Pikus-Pace | Stati Uniti | 3   | 6   | 2   | 6   | 4   | 3   | 3   | 3   | 600   |
| 3    | Michelle Kelly    | Canada      | DSQ | 3   | 4   | -   | 3   | 10  | 15  | 2   | 389   |
| 4    | Courtney Yamada   | Stati Uniti | 11  | 15  | 6   | 3   | 9   | 17  | 5   | 8   | 388   |
| 5    | Maya Pedersen     | Svizzera    | 2   | 2   | 3   | -   | 8   | -   | -   | 4   | 380   |
| 6    | Kerstin Jürgens   | Germania    | 8   | 9   | 12  | -   | 6   | 1   | 7   | 14  | 376   |
| 7    | Amy Gough         | Canada      | 20  | 10  | 9   | 5   | 5   | 8   | 4   | 24  | 361   |
| 8    | Anja Huber        | Germania    | -   | -   | -   | -   | 1   | 4   | 2   | 1   | 360   |
| 9    | Carla Pavan       | Canada      | 5   | 7   | 4   | -   | 7   | 6   | 20  | 13  | 354   |
| 10   | Michelle Steele   | Australia   | 9   | 8   | 14  | 2   | 13  | 13  | 14  | 11  | 350   |